# Стратифікована проба
Розшарована вибірка, стратифікована проба (англ. stratified sample) — проба, що складається з порцій, отриманих з ідентичних субчастин (страт) родоначальної сукупності. З кожної субчастини проби відбираються довільно. Завданням взяття стратифікованих проб є отримання більш репрезентативного зразка, ніж той, що береться за методикою випадкового відбору проб.
Розшарована вибірка складається з різних прошарків популяції, наприклад, роблячи вибірки у різних вікових групах. Розмір вибірки для кожного прошарку пропорційний розміру цього прошарку. Важливо, щоб прошарки не перетинались.

## Приклад
Припустимо, що нам треба оцінити середнє число виборців за кожного кандидати на виборах. Припустимо, що регіон має 3 міста: Місто А має 1 мільйон заводських робітників, Місто Б має два мільйони офісних працівників і Місто В має 3 мільйони пенсіонерів. Ми можемо зробити випадкову вибірку розміру 60 з усього населення, але є шанс отримати незбалансовану по містах вибірку, що може спричинити похибку в оцінці. Натомість, якщо ми зробимо вибірки розмірів 10, 20 і 30 з Міста A, Б і В відповідно, ми можемо отримати меншу похибку в оцінці.